# Bent (obra de teatre)
Bent (en anglès 'doblegat' o 'tort', aplicat als homosexuals) és una obra de teatre de 1979 de Martin Sherman, al seu torn inspirada en Els homes del triangle rosa, el testimoniatge del supervivent als camps de concentració Josef Kohout.
Compte la persecució de homosexuals al Tercer Reich a partir dels fets de la Nit dels ganivets llargs i l'assassinat del líder nazi Ernst Röhm.
Va ser estrenada a Londres el 3 de maig de 1979. En el repartiment original Ian McKellen interpretava a Max, anys després va tenir el seu lloc en la adaptació cinematogràfica de 1997 com Freddie.
L'obra ha estat representada amb gran èxit per tot el món, en Nova York (amb Richard Gere com a protagonista), Madrid, París.
A Argentina va ser representada el 1981 i el 2000 (protagonizatda per Alex Benn, Gustavo Ferrari i Gustavo Monje)
A Catalunya va ser representada per primera vegada l'any 1982, al Teatre Metropolità de Barcelona, sota de la direcció de Iago Pericot i protagonitzada per la seva parella, l'actor Sergi Mateu.